# The King of Fighters 2001
The King of Fighters 2001 un juego de lucha producido por Eolith para Neo Geo. Es el octavo juego de la serie The King of Fighters, la tercera y última parte del arco narrativo de "NESTS Chronicles", y el primer juego producido tras de cierre del SNK original. El juego fue producido por Eolith con sede en Corea del Sur y desarrollo por Eolith y BrezzaSoft, una empresa formada por ex empleados de SNK. Por esta razón, el logotipo de SNK se muestra en la apertura, pero el personal de desarrollo de SNK no participa en absoluto en la producción del juego, excepto en el sonido del juego. Debido a la afluencia de capital coreano, su influencia se puede ver en los personajes participantes. El juego fue portado a Sega Dreamcast solo en Japón y PlayStation 2. La versión independiente de PlayStation 2 se lanzó en Norteamérica y Europa en un paquete dos en uno con el juego anterior de la serie, The King of Fighters 2000. Tanto la versión original de Neo Geo como la de Sega Dreamcast se incluyeron en The King of Fighters NESTS Hen compilación lanzada para PlayStation 2 en Japón.
Con nuevos integrantes (Foxy, K9999, Angel, Mai Lee) y el regreso de Heidern, permitía elegir a uno, dos, tres o hasta cuatro luchadores (en este último caso sin striker), alterando la fuerza y la resistencia de estos para equilibrar el juego. K9999 era el último de los clones de Kyo (además de ser un homenaje al personaje Tetsuo de la película de animación japonesa Akira). De este torneo, destaca el equipo de N.E.S.T.S., formado por Foxy, tutora de Kula, la propia Kula, K9999 y Angel, una integrante de N.E.S.T.S. Todos ellos se revelaron contra N.E.S.T.S. y vencieron, pero Foxy casi pierde la vida en la batalla.

## Historia
Tras el torneo The King of Fighters 2000 que acabó con la destrucción de Southtown, NESTS emergió como un problema global y lanzó abiertamente sus aspiraciones de dominación mundial. NESTS convocó el The King of Fighters 2001 con el propósito de atraer a todos sus potenciales rivales, especialmente a K', quien había traicionado a la organización tras el The King of Fighters '99 y tras cuya búsqueda llevaban desde entonces. El mundo pone sus ojos en este nuevo torneo, sabedor de que este está en juego.
Consciente todo el mundo del desafío que plantea NESTS, Kyo Kusanagi e Iori Yagami regresan para dirigir sus propios equipos y participar en el torneo. El nuevo Team Heroes está compuesto por K', Maxima, Whip y Lin, cada uno con sus propios motivos para enfrentarse a NESTS; el Team Japan regresa liderado por Kyo, el cual se reúne junto a sus antiguos camaradas Benimaru Nikaido, Goro Daimon y Shingo Yabuki; Iori se une con los mercenarios con cuentas pendientes con NESTS Seth, Vanessa y Ramon; Blue Mary regresa con el Team Fatal Fury; la familia Sakazaki se reune nuevamente para formar de nuevo el Art of Fighting; tras años fuera de la lucha, Heidern vuelve a liderar al Team Ikari Warriors; King y Mai Shiranui vuelven a reunirse para formar el Women's Team junto a Li Xiangfei e Hinako Shijou; el Team Korea cuenta con una nueva incorporación, May Lee, la cual reemplaza a Jhun Hoon; mientras que el Team Psycho Soldiers vuelve con Athena Asamiya, Sie Kensou 
, Bao quien viene con una misteriosa fuerza, y su viejo maestro Chin Gentsai.
Por su parte, NESTS crea su propio equipo para participar en el torneo: el Team NESTS integrado por Kula Diamond, su guardaespaldas Foxy, una agente especial de NESTS llamada Angel y el nuevo y definitivo prototipo de los clones de Kyo Kusanagi, K9999. El objetivo de NESTS es que sirvieran para eliminar a todos sus potenciales rivales y detectar a K'. Sin embargo, y tal y como se revela antes del final del torneo, otro de sus objetivos era acabar con Kula y Foxy. Tras la presumible muerte de Foxy, Kula abandona a NESTS jurando vengarse.
El torneo avanza y se revela que la sede de la final se librará en un dirigible. El Team Heroes llega a la final, sin embargo, pronto NESTS revela sus verdaderas intenciones. Zero, un alto agente de NESTS aguarda junto a sus colaboradores a los vencedores del torneo, con la orden del líder de NESTS de acabar con ellos; este resulta ser el original del Zero que destruyó Southtown en el The King of Fighters 2000. Junto al propio Zero aparecen un clon de Krizalid, patrocinador del torneo The King of Fighters '99; Ron, líder del clan Hazoku el cual lo traicionó para unirse a NESTS y némesis de Lin; y Glugan, el león mascota de Zero. K' se enfrenta a Zero, Maxima a Glugan, Whip a Krizalid y Lin a Ron; el Team Heroes resulta vencedor y Zero confiesa que la nave colapsará en cuestión de momentos y les insta a huir.
El Team Heroes consigue llegar al satélite base de NESTS donde se encuentran a su líder, Nests. Este expresa su sorpresa de que todos ellos, ex-colaboradores de NESTS, hayan llegado tan lejos en el torneo, pero en ese momento, Igniz, su hijo y mano derecha, acaba con su vida, proclamando que él es el auténtico líder de NESTS y sus deseos de erigirse como el «dios del nuevo mundo», lejos de las intenciones de su padre de, simplemente, dominarlo mediante los clones de Kyo. Asimismo, Igniz también revela que K' no es un clon de Kyo propiamente dicho, sino un humano modificado para contener el poder de Kyo y así servir de instrumento para conocer cómo controlarlo.
El poder de Igniz resulta ser abrumador y derrota al Team Heroes, pero cuando se disponía a rematar a K', los demás líderes de los otros equipos participantes hacen su aparición para confrontarlo; Kyo Kusanagi, Iori Yagami, Terry Bogard, Ryo Sakazaki, Heidern, Athena Asamiya, King y Kim Kaphwan se unen y juntos consiguen derrotar a Igniz. Este afirma que si la humanidad no desea un dios, entonces «se convertirá en un demonio». Con esta idea, activa el sistema de autodestrucción de la nave, haciendo que esta descienda hacia la Tierra con el objetivo de que impacte. Cuando parecía que todo había terminado, Kula aparece y logra salvar a todos antes de que la nave impacte, excepto a Igniz, que perece en la colisión.
Tras entender que todo ha terminado, K' y Kula deciden terminar en buenos términos y se marchan juntos con Maxima; Whip regresa con los Ikari Warriors, los cuales se muestran encantados de tenerla de vuelta; Kyo e Iori se marchan de nuevo cada uno por su lado; cumplidas sus respectivas venganzas, Lin, Seth, Vanessa y Ramon se marchan; K9999 y Angel se marchan juntos con rumbo desconocido.

## Personajes
Team Hero
- K'
- Maxima
- Whip
- Lin

Team Japan
- Kyō Kusanagi
- Benimaru Nikaido
- Goro Daimon
- Shingo Yabuki

Team Yagami
- Iori Yagami
- Vanessa
- Ramón
- Seth

Team Fatal Fury
- Terry Bogard
- Andy Bogard
- Joe Higashi
- Blue Mary

Team Art of Fighting
- Ryo Sakazaki
- Robert Garcia
- Takuma Sakazaki
- Yuri Sakazaki

Team Ikari Warriors
- Leona Heidern
- Ralf Jones
- Clark Still
- Heidern

Team Psycho Soldiers
- Athena Asamiya
- Sie Kensou
- Chin Gentsai
- Bao

Women Fighters Team
- King
- Mai Shiranui
- Hinako Shijou
- Li Xiangfei

Team Korea
- Kim Kaphwan
- Chang Koehan
- Choi Bounge
- May Lee

Team NESTS
- Kula Diamond
- K9999
- Foxy
- Angel

Subjefe
- Original Zero

Jefe
- Igniz

Solo Striker
- Krizalid
- Ron
- Glugian

- Datos: Q390004